# Torneio de Paris de Futebol
O Tournoi de Paris (Torneio de Paris) foi uma competição internacional de futebol realizada em Paris, na França. O torneio foi fundado pelo Racing Club de France para comemorar seu 25º aniversário, e durou até 1966, voltando a ser realizado a partir de 1973, com a organização do Paris Saint-Germain no Parc des Princes. A edição inaugural de 1957 é frequentemente considerada como precursora da Copa Intercontinental e da Copa do Mundo de Clubes da FIFA,  sendo reconhecida pela FIFA como o maior confronto intercontinental de clubes realizado antes de 1960.

## História
A primeira edição seria realizada em 1956 para comemorar os cinquenta anos do voo de Santos Dumont na capital francesa, mas edição acabou sendo disputada somente no ano seguinte. Outro objetivo dos organizadores era colocar a cidade de Paris na rota dos grandes torneios europeus, que ocorriam fora de temporada e serviam de preparação para os campeonatos nacionais.
O regulamento inicial determinava que a competição deveria reservar duas vagas obrigatórias, sendo uma para um clube da capital, papel que coube ao Racing de Paris, ao Paris FC e ao Paris Saint-Germain, e outra para um clube brasileiro devido a ideia de homenagear o Pai da Aviação, embora em algumas edições nenhum clube brasileiro tenha aceito o convite dos organizadores. As outras duas vagas seriam preenchidas por clubes convidados da Europa. A exceção foi em 2012, quando a última edição do Torneio foi jogada em partida única entre Paris Saint-Germain e Barcelona.
O maior vencedor é o Paris Saint-Germain, com sete títulos. Entre os clubes convidados, o maior vencedor é o Anderlecht (Bélgica), com três títulos. Já entre os brasileiros, Santos e Fluminense foram campeões em duas oportunidades, enquanto Vasco da Gama, Botafogo, Atlético Mineiro venceram uma vez cada.

## Edições
| Ano                         | Campeão                | Placar         | Vice-campeão        | 3° lugar                   | 4° lugar                   |
| --------------------------- | ---------------------- | -------------- | ------------------- | -------------------------- | -------------------------- |
| 1957                        | Vasco da Gama          | 4–3            | Real Madrid         | Racing Paris               | Rot-Weiss Essen            |
| 1958                        | Racing Paris           | 2–1            | Bolton Wanderers    | Flamengo                   | Újpest FC                  |
| 1959                        | Racing Paris           | 6–0            | Fortuna Düsseldorf  | Vasco da Gama              | Milan                      |
| 1960                        | Santos                 | 4–1            | Racing Paris        | CSKA Sofia                 | Stade de Reims             |
| 1961                        | Santos                 | 6–3            | Benfica             | Anderlecht                 | Racing Paris               |
| 1962                        | Estrela Vermelha       | 2–0            | Rapid Viena         | Racing Paris               | Santos                     |
| 1963                        | Botafogo               | 3–2            | Racing Paris        | Anderlecht                 | Újpest FC                  |
| 1964                        | Anderlecht             | 5–2            | Borussia Dortmund   | Stade de Reims             | Santos                     |
| 1965                        | Sparta Praga           | 4–2            | Stade Rennais       | Anderlecht                 | Racing Paris               |
| 1966                        | Anderlecht             | 3–1            | Racing Paris        | Sparta Praga               | Vasco da Gama              |
| 1967–1972 não foi disputado |                        |                |                     |                            |                            |
| 1973                        | Feyenoord              | 1–1 (5–4 pen)  | Bayern de Munique   | Paris FC                   | Olympique de Marseille     |
| 1974 não foi disputado      |                        |                |                     |                            |                            |
| 1975                        | Valencia               | 1–0            | Paris SG            | Fluminense                 | Sporting CP                |
| 1976                        | Fluminense             | 3–1            | Seleção Europeia    | Seleção Olímpica do Brasil | Paris SG                   |
| 1977                        | Anderlecht             | 4–1            | Ferencváros         | Paris SG                   | Vasco da Gama              |
| 1978                        | Países Baixos          | 7–1            | Brugge              | Paris SG                   | Seleção Iraniana           |
| 1979                        | Benfica                | 4–0            | Estrela Vermelha    | Paris SG                   | Seleção Olímpica do Brasil |
| 1980                        | Paris SG               | 4–4 (5–4 pen)  | Standard de Liège   | Benfica                    | Ajax                       |
| 1981                        | Paris SG               | 3–1            | Eintracht Frankfurt | Vasco da Gama              | AS Saint-Étienne           |
| 1982                        | Atlético Mineiro       | 1–0            | Dinamo Zagreb       | Paris SG                   | Colônia                    |
| 1983                        | Seleção Romena         | 1–0            | Paris SG            | Botafogo                   | Maccabi Netanya            |
| 1984                        | Paris SG               | 2–1            | Hajduk Split        | Servette                   | Botafogo                   |
| 1985                        | SV Waregem             | 4–3            | Paris SG            | Colônia                    | Saint-Étienne              |
| 1986                        | Paris SG               | 5–1            | Sporting CP         | Saint-Étienne              | Steaua de Bucareste        |
| 1987                        | Fluminense             | 1–0            | Bordeaux            | Dinamo Zagreb              | Paris SG                   |
| 1988                        | Montpellier            | 1–1 (3–1 pen)  | Paris SG            | Partizan Belgrado          | Servette                   |
| 1989                        | Paris SG               | 1–0            | Montpellier         | Vasco da Gama              | Porto                      |
| 1990 não foi disputado      |                        |                |                     |                            |                            |
| 1991                        | Olympique de Marseille | 1–0            | Flamengo            | Paris SG                   | Sporting CP                |
| 1992                        | Paris SG               | 1–0            | Mônaco              | Borussia Dortmund          | Liverpool                  |
| 1993                        | Paris SG               | 1–0            | Auxerre             | Eintracht Frankfurt        | Fluminense                 |
| 1994–2009 não foi disputado |                        |                |                     |                            |                            |
| 2010                        | Bordeaux               | (quadrangular) | Paris SG            | Roma                       | Porto                      |
| 2011 não foi disputado      |                        |                |                     |                            |                            |
| 2012                        | Barcelona              | 2–2 (4–1 pen)  | Paris SG            | não houve                  | não houve                  |

## Títulos por equipe
| Equipe                 | País               | Títulos                                       | Vices                                   |
| ---------------------- | ------------------ | --------------------------------------------- | --------------------------------------- |
| Paris Saint-Germain    | França             | 7 (1980, 1981, 1984, 1986, 1989, 1992 e 1993) | 6 (1975, 1983, 1985, 1988, 2010 e 2012) |
| Anderlecht             | Bélgica            | 3 (1964, 1966, 1977)                          | —                                       |
| Racing Paris           | França             | 2 (1958 e 1959)                               | 3 (1960, 1963, 1966)                    |
| Fluminense             | Brasil             | 2 (1976 e 1987)                               | —                                       |
| Santos                 | Brasil             | 2 (1960 e 1961)                               | —                                       |
| Benfica                | Portugal           | 1 (1979)                                      | 1 (1961)                                |
| Bordeaux               | França             | 1 (2010)                                      | 1 (1987)                                |
| Estrela Vermelha       | Iugoslávia[a]      | 1 (1962)                                      | 1 (1979)                                |
| Montpellier            | França             | 1 (1988)                                      | 1 (1989)                                |
| Atlético Mineiro       | Brasil             | 1 (1982)                                      | —                                       |
| Barcelona              | Espanha            | 1 (2012)                                      | —                                       |
| Botafogo               | Brasil             | 1 (1963)                                      | —                                       |
| Feyenoord              | Países Baixos      | 1 (1973)                                      | —                                       |
| Olympique de Marseille | França             | 1 (1991)                                      | —                                       |
| Seleção Neerlandesa    | Países Baixos      | 1 (1978)                                      | —                                       |
| Seleção Romena         | Roménia            | 1 (1983)                                      | —                                       |
| Sparta Praga           | Tchecoslováquia[b] | 1 (1965)                                      | —                                       |
| SV Waregem             | Bélgica            | 1 (1985)                                      | —                                       |
| Valencia               | Espanha            | 1 (1975)                                      | —                                       |
| Vasco da Gama          | Brasil             | 1 (1957)                                      | —                                       |
| Auxerre                | França             | —                                             | 1 (1993)                                |
| Bayern de Munique      | Alemanha           | —                                             | 1 (1973)                                |
| Bolton Wanderers       | Inglaterra         | —                                             | 1 (1958)                                |
| Borussia Dortmund      | Alemanha           | —                                             | 1 (1964)                                |
| Brugge                 | Bélgica            | —                                             | 1 (1978)                                |
| Dínamo Zagreb          | Iugoslávia[c]      | —                                             | 1 (1982)                                |
| Eintracht Frankfurt    | Alemanha           | —                                             | 1 (1981)                                |
| Ferencváros            | Hungria            | —                                             | 1 (1977)                                |
| Flamengo               | Brasil             | —                                             | 1 (1991)                                |
| Fortuna Düsseldorf     | Alemanha           | —                                             | 1 (1959)                                |
| Hajduk Split           | Iugoslávia[c]      | —                                             | 1 (1984)                                |
| Mônaco                 | Mônaco             | —                                             | 1 (1992)                                |
| Rapid Viena            | Áustria            | —                                             | 1 (1962)                                |
| Real Madrid            | Espanha            | —                                             | 1 (1957)                                |
| Rennes                 | França             | —                                             | 1 (1965)                                |
| Seleção Europeia       | União Europeia     | —                                             | 1 (1976)                                |
| Sporting               | Portugal           | —                                             | 1 (1986)                                |
| Standard de Liège      | Bélgica            | —                                             | 1 (1980)                                |

- a. ^ À época das conquistas, atual Sérvia
- b. ^ À época das conquistas, atual República Checa
- c. ^ À época da conquista, atual Croácia

## Títulos por país
França: 12
 Brasil: 7
 Bélgica: 4
 Espanha: 2
 Países Baixos: 2
 Iugoslávia: 1
 Portugal: 1
 Romênia: 1
 Tchecoslováquia:1